# Matt Rosendale
 (décembre 2023).
Si vous disposez d'ouvrages ou d'articles de référence ou si vous connaissez des sites web de qualité traitant du thème abordé ici, merci de compléter l'article en donnant les références utiles à sa vérifiabilité et en les liant à la section « Notes et références ».
Matthew Martin Rosendale, dit Matt Rosendale, né le 7 juillet 1960 à Baltimore (Maryland), est un homme politique américain.
Membre du Parti républicain, il est élu du Montana à la Chambre des représentants des États-Unis de 2021 à 2025.

## Biographie

### Mandats locaux au Montana
Rosendale naît à Baltimore dans le Maryland et étudie au Chesapeake College. Il travaille ensuite pour la Chambre des représentants du Montana après un déménagement à Glendive en 2002. Il y est élu en 2010 en battant le démocrate sortant Dennis Getz dans le 38e district, puis est élu deux ans plus tard au Sénat du Montana dans le 18e district.
Il échoue en 2014 aux primaires républicaines visant à choisir le candidat qui succédera à Steve Daines à la Chambre des représentants des États-Unis, les électeurs se tournant majoritairement vers Ryan Zinke, bien que le résultat est assez serré (33,3 % des voix pour Zinke, 29,3 % pour Corey Stapleton et 28 % pour Rosendale). Il est élu auditeur et commissaire aux comptes du Montana en 2016.

### Représentant des États-Unis
À l'occasion des élections de 2018, il se présente au Sénat des États-Unis. Il affronte le démocrate sortant Jon Tester, candidat à un troisième mandat. Bien que disposant du soutien du président Donald Trump, populaire dans l'État, Rosendale est battu, ne récoltant que 46,8 % des suffrages. Il se présente à nouveau en 2020 pour devenir représentant fédéral du Montana et s'impose avec 56,4 % des voix face à la démocrate Kathleen Williams.
Réélu en 2022, il fait partie des élus républicains s'opposant à l'élection de Kevin McCarthy comme président de la Chambre des représentants en janvier 2023. Il est également l'un des huit élus républicains à soutenir sa destitution en octobre 2023.
Il annonce en février 2024 qu'il se présente une nouvelle fois aux élections sénatoriales contre Jon Tester, avant de retirer sa candidature quelques jours plus tard, après que Donald Trump ait annoncé son soutien à un autre candidat républicain. Il annonce en mars qu'il ne sera pas candidat à sa réélection à la Chambre.